# Tadj ol-Molouk
Tadj ol-Molouk (in persiano تاج‌الملوک‎, nata Nimtaj Ayromlou; Baku, 17 marzo 1896 – Acapulco, 10 marzo 1982) è stata una regina iraniana, moglie di Reza Shah Pahlavi e madre di Mohammad Reza.

## Biografia

### Origini
Tadj ol-Molouk, nata Nimtaj Ayromlou, nacque il 17 marzo 1896 a Baku, nell'allora Impero russo, dal generale Teymūr Khan Ayromlou della tribù turca degli Ayrumi e da sua moglie Malek os-Soltan.
Nel 1916, sposò Reza Pahlavi, di cui fu la seconda moglie, che approfittò della posizione del suocero per avanzare nella carriera militare, fino a prendere il potere in Iran con il colpo di stato del 1921. Insieme, hanno avuto due figli, fra cui Mohammed Reza, e due figlie, a cui si aggiungeva la figlia di Reza dal primo matrimonio. 

### Regina dell'Iran
Il 15 dicembre 1925, Reza Pahlavi fu proclamato Shah di Persia, fondando così la dinastia Pahlavi. Malgrado all'epoca la coppia vivesse separata a causa della decisione di Reza di prendere una moglie secondaria, prima Turan Amirsoleimani e poi Esmat Dowlatshahi, da cui ebbe in totale altri sei figli,  Tadj, in qualità di moglie principale, fu l'unica proclamata Regina consorte. 
Fu la prima regina iraniana a svolgere un ruolo pubblico con una posizione ufficiale, anche se non si impegnò apertamente in politica né promosse iniziative proprie, ma si limitò a sostenere i programmi di modernizzazione ed emancipazione femminile del marito, in particolare la campagna kashf-e hijab del 1936 per l'abolizione del velo, seguendo il modello occidentale implementato dalla Turchia di Kemal Ataturk. 
Già nel 1928, Tadj si recò in pellegrinaggio al santuario di Fatima Masumeh indossando un velo non integrale, che suscitò aspre critiche dal clero sciita, al pari del suo sostegno ai programmi di abolizione del velo per insegnanti e studentesse e alla riforma che consentiva alle ragazze di frequentare gli stessi percorsi di studio dei ragazzi, e insieme a loro in classi miste. Pochi giorni dopo, Reza ordinò che i critici della regina fossero fustigati pubblicamente. Tuttavia, nel 1936 l'obbligo del velo venne ufficialmente abolito, e l'8 gennaio la regina, insieme alle figlie, presiedette a una cerimonia di consegna dei diplomi alla Teheran Teacher's College, tutte e tre in abiti moderni e senza velo, mentre lo Shah tenne un discorso storico sul futuro dell'Iran, che apparteneva alle donne. Era la prima volta che i membri femminili di una famiglia reale iraniana comparivano in pubblico. Per ordine dello Shah, le tre vennero fotografate e le stampe diffuse in tutto il Paese. 

### Regina madre

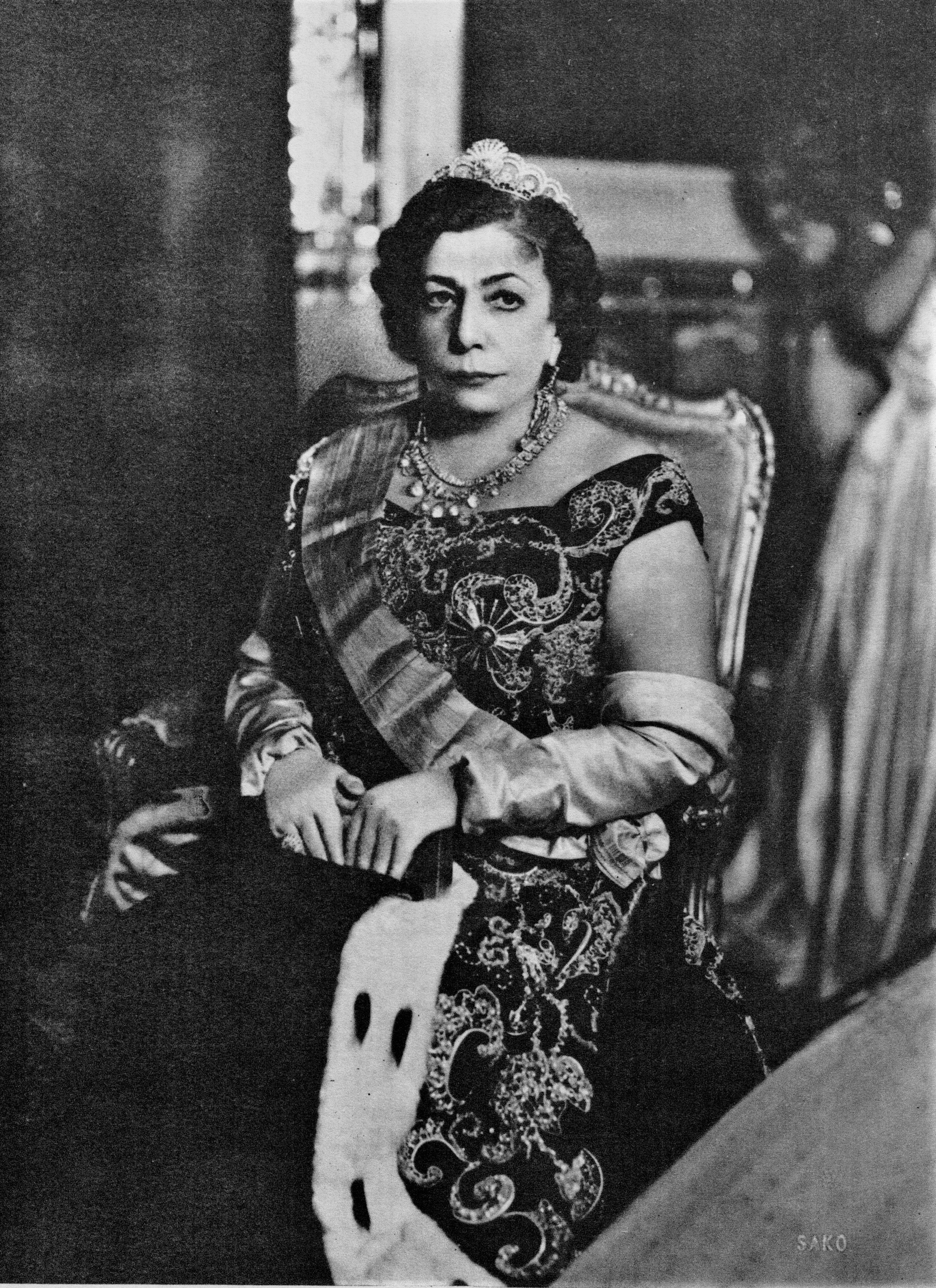

Il 16 settembre 1941 Reza Pahlavi fu deposto ed esiliato. Tadj non lo seguì, a differenza dei loro figli Shams e Ali e della seconda consorte Esmat, preferendo restare alla corte di suo figlio Mohamed Reza, nuovo Shah. Un anno dopo la sua morte nel 1944, sposò il politico Gholamhossein Saheb Divani, più giovane di lei di diversi anni, da cui divorziò nel 1950. 
Esercitò un'influenza significativa su suo figlio durante tutto il suo regno, e venne descritta come la vera dominatrice della famiglia reale. Il suo rapporto ostile con la nuova regina, Fawzia d'Egitto, che Mohammed aveva sposato nel 1939, fu fra i fattori che portarono al divorzio della coppia nel 1948. Ciononostante, Tadj fu descritta come profondamente affezionata alla figlia nata dai due, la principessa Shahnaz. 
Nel 1950, contribuì a combinare il nuovo matrimonio di suo figlio, con Soraya Esfandiary Bakhtiari. Insieme al resto della famiglia reale, dovette lasciare l'Iran durante il regime di Mossadegh, tornando solo alla sua caduta nel 1953. Nel 1957, fu parimenti coinvolta nel secondo divorzio del figlio, motivato dalla sterilità della Regina Soraya. 
Malgrado la sua forte influenza a Palazzo, Tadj non svolse un ruolo pubblico pari a quello delle figlie e delle nuore, e non partecipò neppure alla seconda incoronazione del figlio nel 1967, in cui assunse il titolo di Shahanshah (lett. "Re dei Re", in Occidente "Imperatore"), ma solo al successivo ricevimento. Tuttavia, era solita organizzare due grandi feste l'anno, una per il compleanno del principe ereditario Reza, nato dal terzo matrimonio di Mohammed con Farah Diba, e uno in occasione dell'anniversario della caduta di Mossadegh. Tali feste cessarono nel 1971, quando la salute dello Shah si deteriorò, anche se il Palazzo diffuse la voce secondo cui le ragioni delle frequenti visite del medico fosse proprio l'anziana Tadj.
Al momento della rivoluzione islamica del 1979, che pose fine alla monarchia in Iran ed esiliò i Pahlavi, Tadj si trovava a Beverly Hills, in California, in visita alla figlia Shams. Pochi giorni dopo, studenti iraniani affiliati alla rivoluzione attaccarono la casa e cercarono di bruciarla, costringendo gli occupanti a rifugiarsi dall'ex ambasciatore Walter Annenberg.
Tadj non rientrò più in Iran e morì ad Acapulco, in Messico, il 10 marzo 1982, una settimana prima del suo 86º compleanno, sopravvivendo al figlio di due anni.

## Discendenza
Al suo primo marito, Reza Shah Pahlavi, diede due figli e due figlie:
- Principessa Shams Pahlavi (28 ottobre 1917 - 29 febbraio 1996), si sposò due volte, con discendenza dal secondo matrimonio.
- Mohammad Reza Shah Pahlavi (26 ottobre 1919 - 27 luglio 1980), fratello gemello di Ashraf, secondo sovrano dei Pahlavi e ultimo Shah di Persia come Reza II. Si sposò tre volte, rispettivamente con Fawzia d'Egitto, Soraya Esfandiary Bakhtiari e Farah Diba, con discendenza dal primo e terzo matrimonio.
- Principessa Ashraf Pahlavi (26 ottobre 1919 – 7 gennaio 2016), sorella gemella di Mohammed Reza. Si sposò tre volte, con discendenza dai primi due matrimoni.
- Principe Ali Reza Pahlavi (1 maggio 1922 – 17 ottobre 1954). Studiò scienze politiche ad Harvard e dichiarò di aver sposato, il 16 novembre 1946, a Parigi, Christiane Cholewska, una divorziata con già un figlio, Joachim Christian Philippe (15 settembre 1941), tuttavia non esiste registrazione del loro matrimonio. Ebbero un figlio, Patrick Ali Pahlavi (1 settembre 1947), e divorziarono nel 1948. Ali morì in un incidente aereo suoi monti Elburz.

## Onorificenze

### Iraniane
- Dama di Gran Cordone dell'Ordine di Aryamehr
- Dama di Gran Cordone dell'Ordine delle Pleiadi, 1ª classe
- Dama di Gran Cordone dell'Ordine di Aftab
- Medaglia commemorativa dell'incoronazione di Reza Shah
- Medaglia commemorativa dei 2.500 anni dell'Impero persiano
- Medaglia commemorativa per il centenario della nascita di Reza Shah

### Straniere
- Regno d'Egitto - Dama di Gran Croce dell'Ordine delle Virtù, Classe suprema